# Christkatholische Kirche der Schweiz
| Christkatholische Kirche der Schweiz | Christkatholische Kirche der Schweiz |
| ------------------------------------ | ------------------------------------ |
|                                      |                                      |
| Basisdaten                           |                                      |
| Fläche:                              | 41'285                               |
| Mitgliedschaft:                      | Utrechter Union                      |
| Bischof:                             | Frank Bangerter                      |
| Emeritierter Bischof:                | Fritz-René Müller, Harald Rein       |
| Bischöflicher Vikar:                 | vakant                               |
| Priester:                            | 46                                   |
| Diakone:                             | 7                                    |
| Kirchgemeinden:                      | 29                                   |
| Diasporagebiete:                     | 9                                    |
| Christkatholiken:                    | 11211 (2021)                         |
| Kathedralkirche:                     | St. Peter & Paul (Bern)              |
| Offizielle Website:                  | www.christkatholisch.ch              |

Die Christkatholische Kirche der Schweiz ist die altkatholische Kirche in der Schweiz. Sie erlangte ihre Eigenständigkeit in einem mehrjährigen Prozess, der 1870 mit dem Protest gegen die Papstdogmen des Ersten Vatikanischen Konzils und der Gründung freisinniger Katholikenvereine begann und 1876 mit der Wahl und Weihe von Eduard Herzog zum Bischof vollendet wurde. Sie steht in der katholischen Tradition und hält das historische Bischofsamt aufrecht, wobei sie ihren Bischof oder ihre Bischöfin durch die Nationalsynode selbst wählt. Mit landesweit rund 11.200 Mitgliedern (Stand: 2021) hat die Christkatholische Kirche in verschiedenen Kantonen den offiziellen Status einer Landeskirche.

## Vorgeschichte und Entstehung der «Christkatholischen» Kirche

### Zum Begriff «christkatholisch»
Die Bezeichnung «christkatholisch» geht auf die Josephinismus genannte kirchliche Reformbewegung unter Kaiserin Maria Theresia und Kaiser Joseph zurück, die in der Schweiz das bis 1801 österreichische Fricktal (Teil des Bistums Basel) prägte, wo es heute mehrere christkatholische Gemeinden gibt. Unter dem Einfluss des Josephinismus, des Febronianismus und seines Lehrers Johann Michael Sailer gab der Konstanzer Generalvikar Ignaz Heinrich von Wessenberg 1812 ein Christkatholisches Gesang- und Andachtsbuch heraus, durch welches er den Wortgottesdienst mit Lesungen in deutscher Sprache und deutschem Kirchengesang fördern wollte.
Durch Übernahme dieses Begriffs als Selbstbezeichnung wollte die Christkatholische Kirche unterstreichen, dass ihrer Überzeugung nach allein Christus und nicht der Papst das Haupt der katholischen Kirche sei.

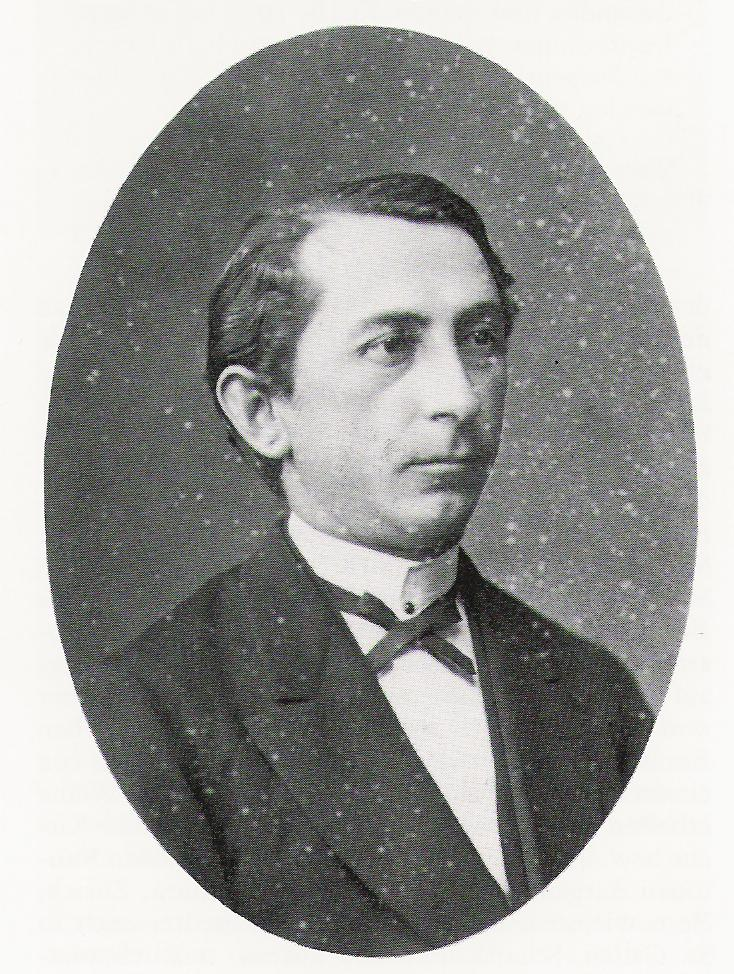
Eduard Herzog um 1859

Die Christkatholische Kirche entstand durch den Protest und Widerstand gegen die Dogmen des Ersten Vatikanischen Konzils von 1870. Der Begriff „christkatholisch“ (als katholisch ohne das als Dogma erhobene Universalprimat des Papstes über alle anderen Bischöfe und seine Unfehlbarkeit in Glaubensfragen) für den um 1844 aufgekommenen Begriff „deutschkatholisch“ wurde somit um 1870 im deutschsprachigen Raum geläufig. (Der Breslauer Fürstbischof Heinrich Förster hatte bereits 1859 den Begriff „christkatholisch“ im Gegensatz zu „römisch-katholisch“ für exkommunizierte Anhänger Johannes Ronges benutzt.)

### Entstehungsgeschichte
Ein wichtiger Widerständler war Professor und Nationalrat Walther Munzinger, der schon 1860 über Papsttum und Nationalkirche geschrieben hatte. Er organisierte am 18. September 1871 in Solothurn den ersten schweizerischen Katholikenkongress, der die Keimzelle der Christkatholischen Kirche bildete.
Im Zuge des Schweizer Kulturkampfes betrieb zunächst der 1871 gegründete Schweizerische Verein freisinniger Katholiken die Bildung einer nationalen bischöflich-synodalen katholischen Kirche außerhalb der päpstlichen Jurisdiktion. Im Kanton Solothurn wurden durch Pfarrer Paulin Gschwind von Rom unabhängige christkatholische Gemeinden gegründet. Im Jahr 1875 konstituierte sich in Olten die Nationalsynode der christkatholischen Kirche und verabschiedete auf ihrer ersten Session am 14. Juni 1875 eine Kirchenverfassung, die 1989 umfassend revidiert wurde. Dem Bistum schlossen sich die 1873 vom Staat im Kanton Genf errichtete Église catholique nationale an, die nach 1909 noch zwei Gemeinden zählte, und die 1874 ebenfalls vom Staat ins Leben gerufene Katholische Synode im Kanton Bern, die ab 1885 noch vier Gemeinden aufwies. An der zweiten Session der Nationalsynode wurde 1876 Eduard Herzog zum ersten christkatholischen Bischof gewählt und am 18. September 1876 in Rheinfelden durch Bischof Joseph Hubert Reinkens geweiht. Der erste Präsident des christkatholischen Synodalrates, des Exekutivorgans, war der Aargauer Politiker Augustin Keller.
Während seiner langen Amtszeit (bis zu seinem Tod im Jahr 1924) leistete Herzog einen wesentlichen Beitrag zur theologischen und organisatorischen Festigung der Christkatholischen Kirche in der Schweiz und engagierte sich für Beziehungen mit anglikanischen, später auch mit orthodoxen Kirchen.

### Reformen

#### Aufhebung der Zölibatsverpflichtung
Eine verpflichtende Verbindung von Weihe und Zölibat gibt es in der Christkatholischen Kirche der Schweiz nicht. Dies wurde neben einer Reihe von weiteren Reformen bereits 1876 durch die Nationalsynode beschlossen. Als erste Pfarrfrau gilt Rosina Geschwind-Hofer, die 1876 in der Stadtkirche Olten Pfarrer Paulin Gschwind von Starrkirch heiratete.
Auch die Bischöfe sind von der Zölibatsverpflichtung befreit. Bischof Eduard Herzog blieb zeit seines Lebens unverheiratet, alle späteren Bischöfe waren verheiratet.

#### Aufhebung der Pflicht zur Ohrenbeichte
Ebenfalls 1876 beschloss die Nationalsynode die Aufhebung der Pflicht zur Ohrenbeichte. Das Busssakrament blieb in der christkatholischen Kirche aber erhalten und wird in erster Linie in Form eines Gemeindebussaktes gefeiert.

#### Volkssprache in der Liturgie
Bereits im 19. Jahrhundert wurde die Einführung der Volkssprache statt Latein für alle Teile der Liturgie beschlossen. Das erste christkatholische Missale wurde von der Nationalsynode 1880 in Kraft gesetzt. Eine massgebliche Rolle bei der Verbreitung der Liturgie in deutscher Sprache spielte der Liturgiewissenschaftler Adolf Thürlings.

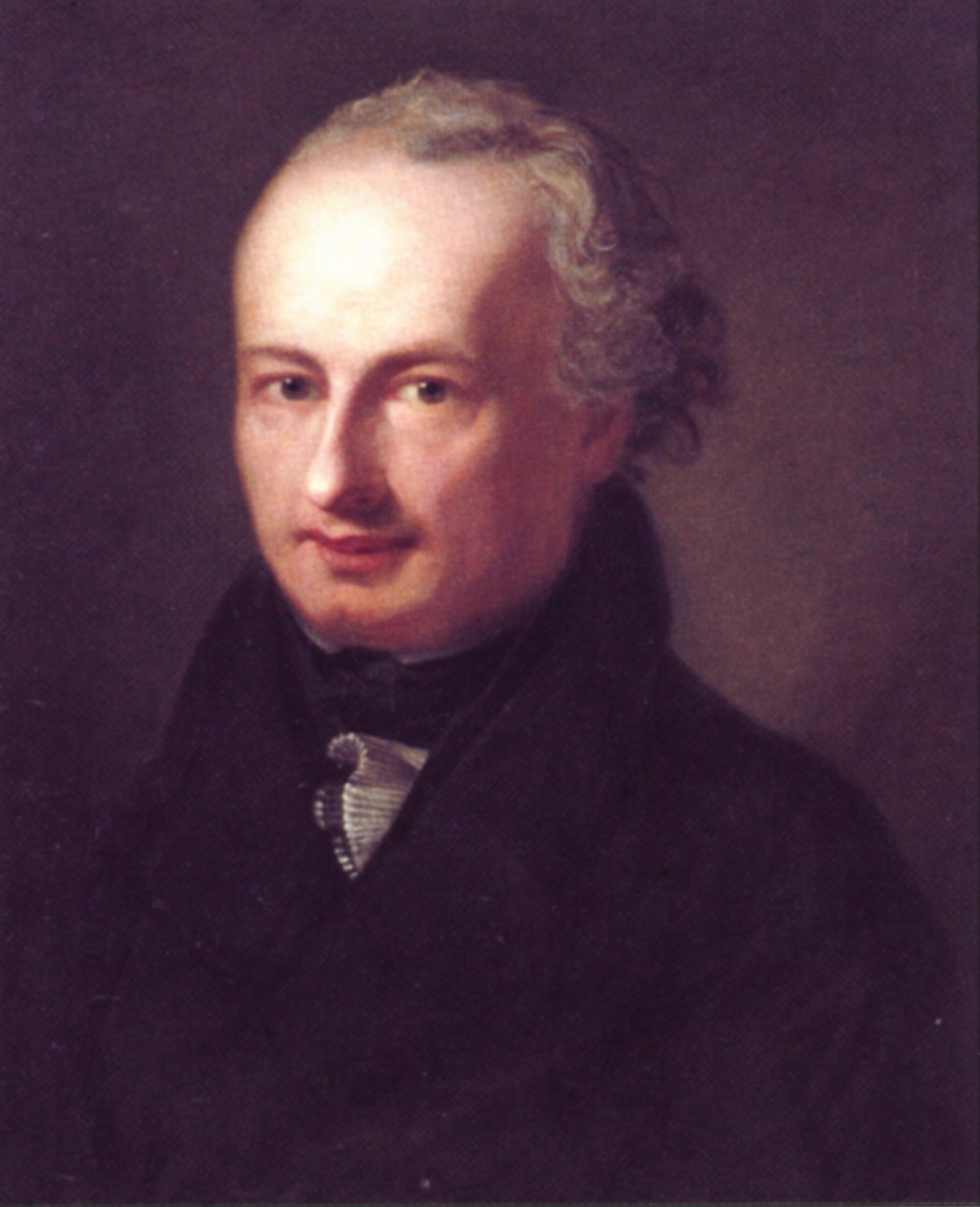
Ignaz Heinrich von Wessenberg

## Organisation

### Bistum
Die Christkatholische Kirche Schweiz ist bischöflich-synodal organisiert. Sie bildet als Ganzes ein Bistum, welches das Gebiet der Schweiz umfasst. Die Leitung der Christkatholischen Kirche obliegt dem Bischof, der Nationalsynode und dem Synodalrat gemeinsam.

### Bischof
Gemäss Verfassung der Christkatholischen Kirche hat der Bischof folgende Aufgaben:
- Sorge für das Bleiben der Kirche in der Überlieferung des Glaubens und für die Einheit des Bistums in Verkündigung, Liturgie und Sakramentenspendung

- Wahrung der kirchlichen Gemeinschaft mit den übrigen Bischöfen der Utrechter Union
- Aufsicht über die Ausbildung sowie die Amts- und Lebensführung der Geistlichen und plant deren Einsatz im Bistum
- Regelmässige Besprechungen mit den Gemeinden und ihren Behörden und Förderung der regionalen Zusammenarbeit
- Entscheidung (gemeinsam mit dem Synodalrat) über Erteilung von Diakonats- und Priesterweihen, Zugehörigkeit zur Geistlichkeit, Beauftragung mit einem andern gesamtkirchlichen Amt, kirchliche Disziplin, öffentliche Erklärungen, Beziehungen zu andern Kirchen und zum Staat sowie Vertretung und Wahrung der Rechte der Kirche nach aussen

Der Bischof wird von der Nationalsynode gewählt; erforderlich ist eine Zweidrittelmehrheit. Wählbar zum Bischof ist jeder Priester, welcher der Geistlichkeit der Christkatholischen Kirche der Schweiz angehört und Schweizer Bürger ist. Der Gewählte wird von einem amtierenden Bischof unter Mitwirkung von mindestens zwei weitern Bischöfen der Utrechter Union geweiht. Der Bischof kann wegen Verletzung seiner Pflichten von der Nationalsynode zur Verantwortung gezogen und nach Anhören der Internationalen Bischofskonferenz mit einer Zweidrittelmehrheit in geheimer Abstimmung seines Amtes enthoben werden.
Am 24. Mai 2024 wurde der Zürcher Pfarrer Frank Bangerter zum neuen Bischof der christkatholischen Kirche der Schweiz auf der Nationalsynode in Aarau gewählt. Die Weihe fand am 14. September 2024 in der Kathedrale St. Peter und Paul in Bern stattfinden (siehe auch Liste der Schweizer christkatholischen Bischöfe).

### Nationalsynode
Die Nationalsynode der Christkatholischen Kirche berät und entscheidet zusammen mit dem Bischof über wesentliche Fragen des kirchlichen Lebens. Ihr unterliegt gemeinsam mit dem Bischof die Leitung der Christkatholischen Kirche.
Mitglieder der Nationalynode sind:
- 70 Delegierte der Kirchgemeinden
- der Bischof, die Priester und Diakone
- die christkatholischen Professoren der Theologischen Fakultät (Universität Bern);
- die Mitglieder des Synodalrates

Pro Jahr findet eine ordentliche Session der Nationalsynode statt. Ausserordentliche Sessionen finden statt:
- auf Grund des Beschlusses einer ordentlichen Session der Nationalsynode
- auf schriftliches Begehren von mindestens einem Viertel sämtlicher Mitglieder der Nationalsynode
- auf Begehren des Bischofs oder des Synodalrates

### Synodalrat
Der Synodalrat ist das ausführende Gremium der Nationalsynode. Er wird von der Nationalsynode gewählt und setzt sich aus sechs Laien und vier Geistlichen zusammen, wobei ein Laie den Vorsitz hat. Der Bischof nimmt von Amts wegen an den Sitzungen teil. Zwischen den Sessionen der Nationalsynode führt der Synodalrat gemeinsam mit dem Bischof die laufenden Geschäfte des Bistums. Er trifft sich monatlich.

## Theologische Lehranstalt
Da der Kanton Bern den liberalen Katholizismus stärken wollte, errichtete er an der Universität Bern am 10. Dezember 1874 eine Katholisch-theologische Fakultät (seit 1945 Christkatholisch-theologische Fakultät). Da man als Studienabgänger jedoch keine Aussicht hatte, in der römisch-katholischen Kirche als Priester tätig zu sein, wurden dort de facto nur christkatholische Geistliche ausgebildet. Im Jahr 2001 wurden die Christkatholisch-theologische Fakultät und die Evangelisch-theologische Fakultät zur Theologischen Fakultät zusammengelegt. Bis 2017 bestanden innerhalb der nunmehr fusionierten Theologischen Fakultät zwei Departemente (für christkatholische und für evangelische Theologie). Seit dem 1. August 2017 besteht die Fakultät aus acht Instituten, darunter dem Institut für Christkatholische Theologie.

## Stellung von Frauen in der Kirche

### Frauen in der Anfangsphase der christkatholischen Kirche
Die Rolle der Frauen zur Bildung der Christkatholischen Kirche der Schweiz ist aufgrund des bürgerlichen Geschlechterarrangements im 19. Jahrhundert weniger gut fassbar als das Engagement der Männer. Frauen spielten die Rolle von «Wegbereiterinnen und Wegbegleiterinnen». Rosina Gschwind-Zeller geb. Hofer gilt in der christkatholischen Kirche als erste Pfarrfrau, blieb zwar auch nach der Heirat mit Pfr. Paulin Gschwind selbst evangelisch-reformiert, beeinflusste aber durch ihr öffentliches Engagement als Mitbegründerin des Schweizerischen Gemeinnützigen Frauenvereins und durch das von ihr herausgegebene Kochbuch das Bild der Frau in der christkatholischen Kirche. Gertrud Villiger-Keller, die Tochter des ersten Synodalratspräsidenten Augustin Keller, war von 1889 bis zu ihrem Tod 1908 Zentralpräsidentin des Schweizerischen Gemeinnützigen Frauenvereins.

### Der Verband Christkatholischer Frauenvereine
In vielen christkatholischen Kirchgemeinden bildeten sich im ausgehenden 19. Jahrhundert christkatholische Frauenvereine, die sich sozial engagierten. Sie schlossen sich 1916 zum Verband Christkatholischer Frauenvereine zusammen. Bis 1976 hielt der Verband seine Delegiertenversammlung jeweils am Vortag der Session der Nationalsynode ab. Die Delegierten nahmen dann als Gäste an der Synodesession teil, waren auch bis 1954 und der Einführung des kirchlichen Frauenstimmrechts im Protokoll namentlich verzeichnet.
Aline Ducommun-Merz war die erste Präsidentin des Verbands Christkatholischer Frauenvereine. Prominent in der christkatholischen Kirche wurde vor allem ihre Nachfolgerin Anny Peter, Bezirksschullehrerin in Schönenwerd. Sie förderte insbesondere die sogenannten Töchtervereinigungen, in denen sich seit 1909 junge Frauen zusammenschlossen. Sie hatte 1928 in Heiligenschwendi oberhalb des Thunersees ein Haus erworben, das «Berghüsli», und lud regelmässig junge Frauen dorthin ein. Nach ihrer Pensionierung bewohnte sie dieses Haus ganzjährig und vermachte es testamentarisch einer Stiftung, die seither es als Tagungs- und Ferienhaus für christkatholische Veranstaltungen nutzt.

### Kirchliches Frauenstimmrecht
Seit seiner Gründung hatte sich der Verband Christkatholischer Frauenvereine und insbesondere seine Zentralpräsidentinnen für das Mitspracherecht der Frauen in der Kirche starkgemacht. Die Nationalsynode beschloss 1954, Frauen das Stimm- und Wahlrecht zu gewähren, 1955 nahm mit Anna von Vigier-Stocker eine erste weibliche Delegierte teil und konnte sich so gleich an der Wahl von Urs Küry zum dritten christkatholischen Bischof beteiligen. Als erste Frau in den Synodalrat gewählt wurde 1966 die Juristin und Völkerrechtlerin Denise Bindschedler-Robert. Erste Synodepräsidentin war 1991 Lotty Zemp, erste Synodalratspräsidentin von 2011 bis 2023 Manuela Petraglio-Bürgi.

### Zulassung von Frauen ins apostolische Amt
Die Internationale Altkatholische Bischofskonferenz erklärte 1976 als Reaktion auf die Diskussion der Frauenordination in den anglikanischen Kirchen und deren Einführung in der amerikanischen Episkopalkirche, dass die Zulassung von Frauen zum apostolischen Amt aufgrund der Tradition der Alten Kirche nicht möglich sei. Dies setzte die Diskussion in der Christkatholischen Kirche der Schweiz und anderen altkatholischen Ortskirchen überhaupt erst richtig in Gang. Die Nationalsynode äusserte 1981 den Wunsch, den ständigen Diakonat wieder einzuführen und für Männer und Frauen zu öffnen – davor war der Diakonat faktisch ausschliesslich als Vorbereitung für das Priesteramt gebräuchlich. Die Internationale Altkatholische Bischofskonferenz entsprach in der Folge diesem Wunsch. Als erste Frau wurde 1987 Doris Zimmermann zur Diakonin geweiht, die ihr Amt bis zu ihrer Pensionierung 2011 in der Kirchgemeinde Zürich ausübte.
Nach der Öffnung des ständigen Diakonats für Frauen verlagerte sich die Diskussion auf die Zulassung zum Priesteramt. Bischof Hans Gerny legte grossen Wert darauf, die Frage innerhalb der Utrechter Union der altkatholischen Kirchen gemeinsam zu diskutieren und zu entscheiden. Die Nationalsynode folgte ihm, es wurde aber in Diskussionen und Stellungnahmen klar, dass es in der Christkatholischen Kirche der Schweiz und in der Nationalsynode eine deutliche Mehrheit für die Einführung der Frauenordination gab.
Die Internationale Altkatholische Bischofskonferenz konnte nach zwei Sondersitzungen 1991 und 1997 im schweizerischen Wislikofen nur festhalten, «dass in der Frage der Frauenordination zur Zeit keine einstimmige Entscheidung möglich ist». Sie anerkannte, dass ihre Erklärung von 1976, die nicht einstimmig gewesen war, nicht mehr als allgemein anerkannte Äusserung der Bischofskonferenz gelten dürfe. Damit war faktisch der Weg frei für die einzelnen altkatholischen Ortskirchen, die Frauenordination einzuführen, was in der Christkatholischen Kirche der Schweiz durch eine Verfassungsänderung geschah: «Mit dem apostolischen Amt von Bischof, Priester und Diakon werden durch die Kirche sowohl Männer als auch Frauen betraut.» Dieser neue Verfassungsartikel 27bis wurde 1998 und 1999 in zwei Lesungen mit jeweils über 90 % Ja-Stimmen gutgeheissen.
Als erste christkatholische Priesterin wurde am 19. Februar 2000 Denise Wyss geweiht. Die Weihe erfolgte in Vertretung des erkrankten Bischofs Hans Gerny durch den Erzbischof von Utrecht, Antonius Jan Glazemaker. Seither hält sich die Anzahl von Frauen und Männern, die neu ins geweihte Amt aufgenommen werden, die Waage.

## Jüngere Entwicklungen

### Mitgliederentwicklung
Zwischen 1970 und 1990 verkleinerte sich die Mitgliederzahl der Christkatholischen Kirche von 20.268 auf nur noch 11.748 Mitglieder. Aus den Daten der letzten Volkszählungen geht hervor, dass die Überalterung der Bevölkerung bei der Christkatholischen Kirche ein deutlich grösseres Problem darstellt als bei den anderen Landeskirchen. Entgegen dem Trend von Kirchenaustritten aus den beiden grossen Landeskirchen verzeichnete die Christkatholische Kirche seit 1990 jedoch wieder einen konstanten Mitgliederzuwachs. Zwischen 1990 und 2000 wuchs die Mitgliederzahl um über 13 % von 11.748 auf 13.312 an. Nach eigenen Angaben betrug die Mitgliederzahl im Jahr 2016 circa 12'000. Das Wachstum erfolgt dabei hauptsächlich durch Übertritte aus anderen Kirchen. Seither setzte jedoch ein Schrumpfprozess ein. Dem Bundesamt für Statistik zufolge, das nur Personen im religionsmündigen Alter (ab 15 Jahren) zählt, hatte die Kirche im Jahr 2020 noch 7978 Mitglieder.

### Ehe für alle
Im Jahr 2004 hat die Nationalsynode eine Kommission ins Leben gerufen, die sich mit dem Thema Homosexualität und Kirche befassen sollte, insbesondere mit der Frage der Weihe von Menschen, die in einer gleichgeschlechtlichen Partnerschaft leben, sowie die Frage der Segnung gleichgeschlechtlicher Paare. Zwei Jahre später hat sie den Bericht entgegengenommen, der besagte, dass die sexuelle Orientierung wie bis anhin kein Kriterium für die Erteilung eines Weiheamtes sein solle. Ausserdem hat Bischof Fritz-René-Müller ein liturgisches Formular zur Segnung gleichgeschlechtlicher Paare zur Erprobung freigegeben.
An der Synodesession 2018 in Basel hat die Christkatholische Jugend der Schweiz das Anliegen eingebracht, angesichts der gesellschaftlichen Veränderungen in der Schweiz und der politischen Diskussionen um die zivilrechtliche Ehe für alle solle sich die Christkatholische Kirche der Schweiz positiv dazu äussern und auch die kirchliche Ehe für gleichgeschlechtliche Paare öffnen. Ein Jahr später hat die Synode an ihrer Session in Lancy sich positiv zur zivilrechtlichen Ehe für alle geäussert und gleichzeitig einen vertiefenden Diskussionsprozess zur sakramentalen Ehe für alle eingeleitet.
Im Entscheidungsprozess kam zum ersten Mal das Verfahren zur Stellungnahme in Glaubensfragen zur Anwendung, wie es die Verfassung der Christkatholischen Kirche der Schweiz seit 1989 vorsieht. Die vorgelegte Glaubensfrage lautete: «Jede Segnung, die die Kirche einer zivilrechtlich geschlossenen Ehe zwischen zwei Erwachsenen gleich welchen Geschlechts spendet, ist in gleicher Weise sakramental.» Gemäss dem Verfahren zur Stellungnahme in Glaubensfragen werden zwei Lesungen an aufeinanderfolgenden Synodesessionen durchgeführt und dazwischen die Meinung der Internationalen Altkatholischen Bischofskonferenz erfragt. Zudem können die Synodalen neben Ja oder Nein auch eine eigene Formulierung zu Protokoll geben, die ihrer Überzeugung entspricht. Unter Namensaufruf hat die grosse Mehrheit der Stimmberechtigten der Aussage zugestimmt; bei der ersten Lesung 2021 gab es zwei Nein-Stimmen, bei der zweiten Lesung 2022 eine. Das Verfahren zur Stellungnahme in Glaubensfragen hat keine unmittelbaren praktischen Konsequenzen. Daher beschloss die Nationalsynode in einer weiteren Abstimmung die Einführung der Ehe für alle, indem sie festlegte, dass Ehen unabhängig vom Geschlecht der Eheleute nach dem gleichen liturgischen Formular eingesegnet und in gleicher Weise in die kirchlichen Eheregister eingetragen werden.

## Ökumene
In der Ökumene ist die Christkatholische Kirche der Schweiz auf nationaler Ebene Mitglied in der Arbeitsgemeinschaft christlicher Kirchen in der Schweiz, auf internationaler Ebene in der Konferenz Europäischer Kirchen und im Ökumenischen Rat der Kirchen. Auf nationaler Ebene besteht seit 1966 die Gesprächskommission der Christkatholischen und der Römisch-Katholischen Kirche der Schweiz (CRGK). Die Kirchengemeinschaft mit der Anglikanischen Kirche wird in der Schweiz unter anderem dadurch gepflegt, dass die anglikanischen Gemeinden die heiligen Öle in der Chrisammesse des Bischofs der Christkatholischen Kirche der Schweiz empfangen. 2001 bis 2019 bestand in der Schweiz eine Willibrord-Gesellschaft zur Förderung der christkatholisch-anglikanischen Beziehungen.
Auf internationaler Ebene, im Rahmen der ökumenischen Dialoge der Utrechter Union, war die Christkatholische Kirche im Orthodox-Altkatholischen Dialog von 1975 bis 1987 auf allen Sitzungen vertreten, in der Internationalen Römisch-Katholisch – Altkatholischen Dialogkommission (IRAD) übte der christkatholische Bischof von 2004 bis 2009 die Funktion des Co-Präsidenten aus. Der IRAD-Kommissionsbericht dieser Mandatsperiode wurde unter dem Titel Kirche und Kirchengemeinschaft in der Reihe Dokumente wachsender Übereinstimmung veröffentlicht.
Auch in den aktuellen (internationalen) Dialogkommissionen der Utrechter Union für die Gespräche mit Rom, mit dem Ökumenischen Patriarchat, der Kirche von Schweden und der indischen Mar-Thoma-Kirche sind massgeblich christkatholische Theologen beteiligt.
Mit dem Bund Evangelisch-Lutherischer Kirchen in der Schweiz und im Fürstentum Liechtenstein besteht seit 2022 eine pastorale Handreichung zur Zusammenarbeit in der Schweiz.

## Geographische Verteilung

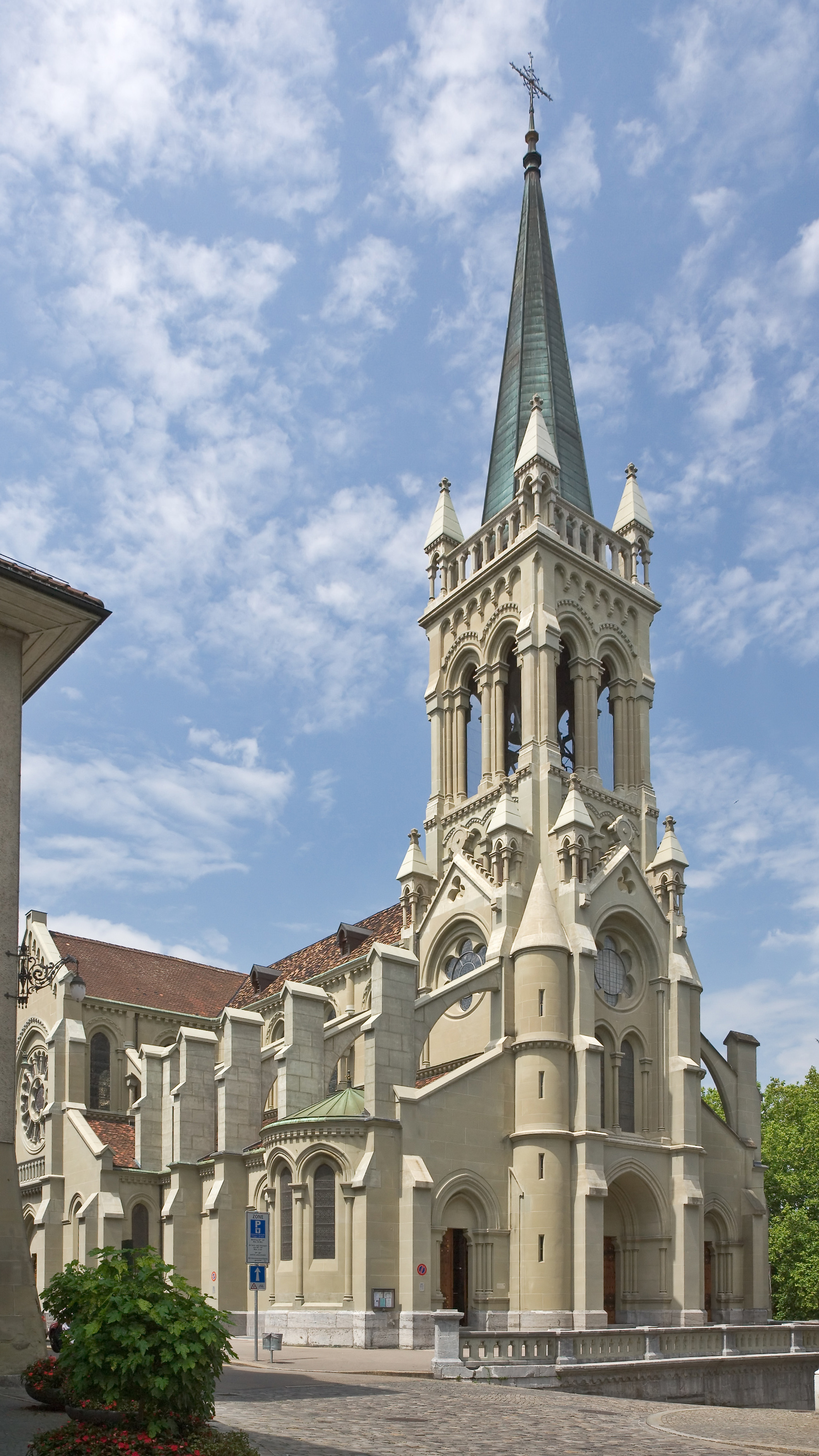
Die christkatholische Bischofskirche St. Peter und Paul in Bern

Die grössten Kirchgemeinden in Bezug auf die Mitgliederzahl sind Zürich, die den ganzen Kanton umfasst, mit 1700 Mitgliedern, davon etwa ein Drittel in der Stadt selbst, Möhlin mit ca. 1000 Mitgliedern, Bern mit ca. 800 (davon ca. 230 in der Stadt selbst) und die Kirchgemeinde der Region Olten mit ca. 630 Mitgliedern (davon ca. 390 in Olten).
Die stärkste Konzentration an Christkatholiken liegt im aargauischen Fricktal (siehe oben: Vorgeschichte), wo in den Kirchgemeinden Kaiseraugst, Magden/Olsberg, Möhlin, Obermumpf/Wallbach, Rheinfelden und Wegenstetten/Hellikon/Zuzgen insgesamt etwa 2.500 Christkatholiken leben, und damit fast jedes fünfte Mitglied der Christkatholischen Kirche der Schweiz. Die politische Gemeinde mit den meisten Christkatholiken ist Möhlin (ca. 1.000). In der Gemeinde Hellikon hingegen wohnen anteilsmässig am meisten Christkatholiken (rund 20 % der Einwohner).
Weitere starke Konzentrationen befinden sich im Kanton Solothurn und im Raum Basel. In den Kantonen Basel-Stadt, Luzern, Neuenburg, St. Gallen, Waadt und Zürich gibt es jeweils nur eine Kirchgemeinde, die den ganzen Kanton umfasst.

## Vereinigungen und Verbände
In der Christkatholischen Kirche der Schweiz existieren drei bistumsweite Verbände, die als Verein organisiert sind: Die Christkatholische Jugend der Schweiz ist der schweizweite Jugendverband der christkatholischen Kirche. Der Verband Christkatholische Frauen vereinigt die Frauenvereine der Kirchgemeinden, im Verband Christkatholischer Kirchenchöre sind die Chöre und Singgruppen zusammengeschlossen, die in verschiedenen Kirchgemeinden aktiv sind. Diese drei Verbände haben das Antragsrecht in der Nationalsynode.

## Öffentlich-rechtliche Anerkennung (Landeskirche)
Auf Bundesebene gibt es in der Schweiz keine öffentlich-rechtliche Anerkennung von Kirchen (oder sonst wie gearteten oder ausgerichteten religiösen Gemeinschaften). Dem schweizerischen Föderalismus gemäss weist Artikel 72 (Kirche und Staat) der Bundesverfassung das Verhältnis zwischen Staat und Kirche den Kantonen zu. Da die christkatholische Kirche überall dort, wo sie eigene Kirchgemeinden unterhält, traditionell öffentlich-rechtlich anerkannt ist, stellt sie die dritte Landeskirche dar (auch Kleine Landeskirche genannt). Deshalb hat sie auch in den öffentlich-rechtlichen Medien ihren Platz, so wird das Wort zum Sonntag mindestens einmal im Jahr von einem Vertreter der christkatholischen Kirche gesprochen.
Die christkatholische Kirche ist insbesondere wie folgt als Landeskirche bzw. öffentlich-rechtliche Körperschaft anerkannt, wobei die Liste keinen Anspruch auf Vollständigkeit erhebt:

### Kanton Aargau
Die christkatholische Kirche ist gemäss Art. 109 Verfassung des Kantons Aargau als Landeskirche anerkannt – neben der römisch-katholischen und der evangelisch-reformierten Kirche. Näheres regelt das Organisationsstatut der Landeskirche.

### Kanton Basel-Stadt
Laut Art. 126 der Verfassung des Kantons Basel-Stadt ist die christkatholische Kirche – neben der evangelisch-reformierten sowie der römisch-katholischen Kirche – öffentlich-rechtlich anerkannt, wobei neben diesen drei Kirchen andere Religionsgemeinschaften nur durch Verfassungsänderung anerkannt werden können.

### Kanton Basel-Land
Entsprechend Art. 136 der Verfassung des Kantons Basel-Land ist die christkatholische Kirche öffentlich-rechtlich als Landeskirche anerkannt.

### Kanton Bern
Art. 121 der Verfassung des Kantons Bern besagt, dass die christkatholische Kirche und die evangelisch-reformierte Kirche sowie die römisch-katholische Kirche als Landeskirchen anerkannt sind. Alles andere wird durch das Landeskirchengesetz von 2018 geregelt.

### Kanton Luzern
In Art. 79 der Verfassung des Kantons Luzern ist die christkatholische Landeskirche öffentlich-rechtlich anerkannt. Da die Kirchgemeinde Luzern das ganze Kantonsgebiet umfasst, ist die Kirchgemeinde zugleich Landeskirche. Die Kantone Uri, Schwyz (Bezirke Gersau, Küssnacht, Schwyz) Obwalden, Nidwalden und Zug sind der Kirchgemeinde vom Bistum als Diasporagebiete zugeteilt. Die Christkatholikinnen und Christkatholiken jener Gebiete haben gemäss Gemeindeordnung beratende Stimme an der Kirchgemeindeversammlung, sind aber weder stimmberechtigt noch kirchensteuerpflichtig.

### Kanton Solothurn
Art. 53 der Verfassung des Kantons Solothurn anerkennt die christkatholische Kirche wie auch die römisch-katholische Kirche und die evangelisch-reformierte Kirche als Körperschaften öffentlichen Rechts.

### Kanton St. Gallen
Art. 109 Abs. 1 lit. c der Verfassung des Kantons St. Gallen stellt fest, dass die christkatholische Kirche (resp. die betreffende Kirchgemeinde) als Körperschaft des öffentlichen Rechts anerkannt ist, dies neben eben der römisch-katholischen Kirche sowie der reformiert-protestantischen Konfession und der jüdischen Gemeinde.

### Kanton Zürich
Der Kanton Zürich anerkennt die christkatholische Kirche in Art. 130 Abs. 1 lit. c seiner Verfassung. Weiteres regeln das kantonale Kirchengesetz sowie die Kirchenordnung der Christkatholischen Kirchgemeinde Zürich.

## Kirchengebäude

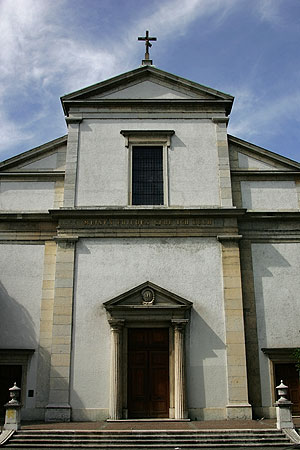
Christkatholische Stadtkirche Olten

Als Bischofskirche dient den Christkatholiken seit 1875 die Pfarrkirche St. Peter und Paul in Bern. Dort steht die bischöfliche Kathedra und wird jedes Jahr die Chrisammesse gefeiert.
Weitere christkatholische Kirchengebäude sind unter anderem:
- Augustinerkirche (Zürich)
- Christuskirche (Luzern)
- Christuskirche (St. Gallen)
- Franziskanerkirche (Solothurn)
- St. Gallus (Kaiseraugst)
- St. Leodegar (Möhlin)
- Predigerkirche (Basel)
- St. Martin (Rheinfelden)
- Stadtkirche St. Martin (Olten)
- St. Peter und Paul (Starrkirch-Wil), älteste christkatholische Kirche der Schweiz
- Stiftskirche Schönenwerd
- Christkatholische Pfarrkirche St. Martin (Magden AG)